# Eminia (oiseau)
Cet article concerne le genre d’oiseaux. Pour le genre de plantes, voir Eminia (plante).
Genre
Eminia est un genre monotypique de passereaux de la famille des Cisticolidae. Il se trouve à l'état naturel en Afrique centrale et de l'Est.

## Liste des espèces
Selon la classification de référence du Congrès ornithologique international (version 8.1, 2018) :
- Eminia lepida Hartlaub, 1881 — Éminie à calotte grise, Éminie aquatique, Loriette à calotte grise, Noircap loriot